# Bizkaia 3E
A Bizkaia 3E é uma corrida de ciclismo espanhola disputada em três etapas em Biscaia, no País basco. Reservada aos corredores de menos de 23 anos, a organização está compartilhada e gerida entre três clubes regionais : SC Markina-Xemein, SC Gernikesa e Berritxuko Txirrindulari Elkartea, com o apoio dos municípios de Markina-Xemein, Ibarrangelu e Berriatua.
Para a primeira edição em 2018, a prova acolhe um palco de dez equipas bascas e navarras, bem como quinze outras formações do resto do país e de países estrangeiros, de Portugal e da Aquitânia.

## Palmarés
| Ano  | Ganhador         | Segundo        | Terceiro          |
| ---- | ---------------- | -------------- | ----------------- |
| 2018 | Dzmitry Zhyhunou | Jokin Aranburu | Andréas Miltiádis |